# Манжета

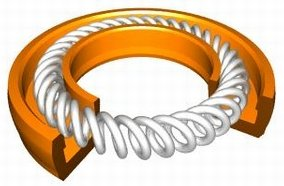
Манжета з притискною пружиною для защільнювання вала. Виріз зроблено для демонстрації профілю манжети

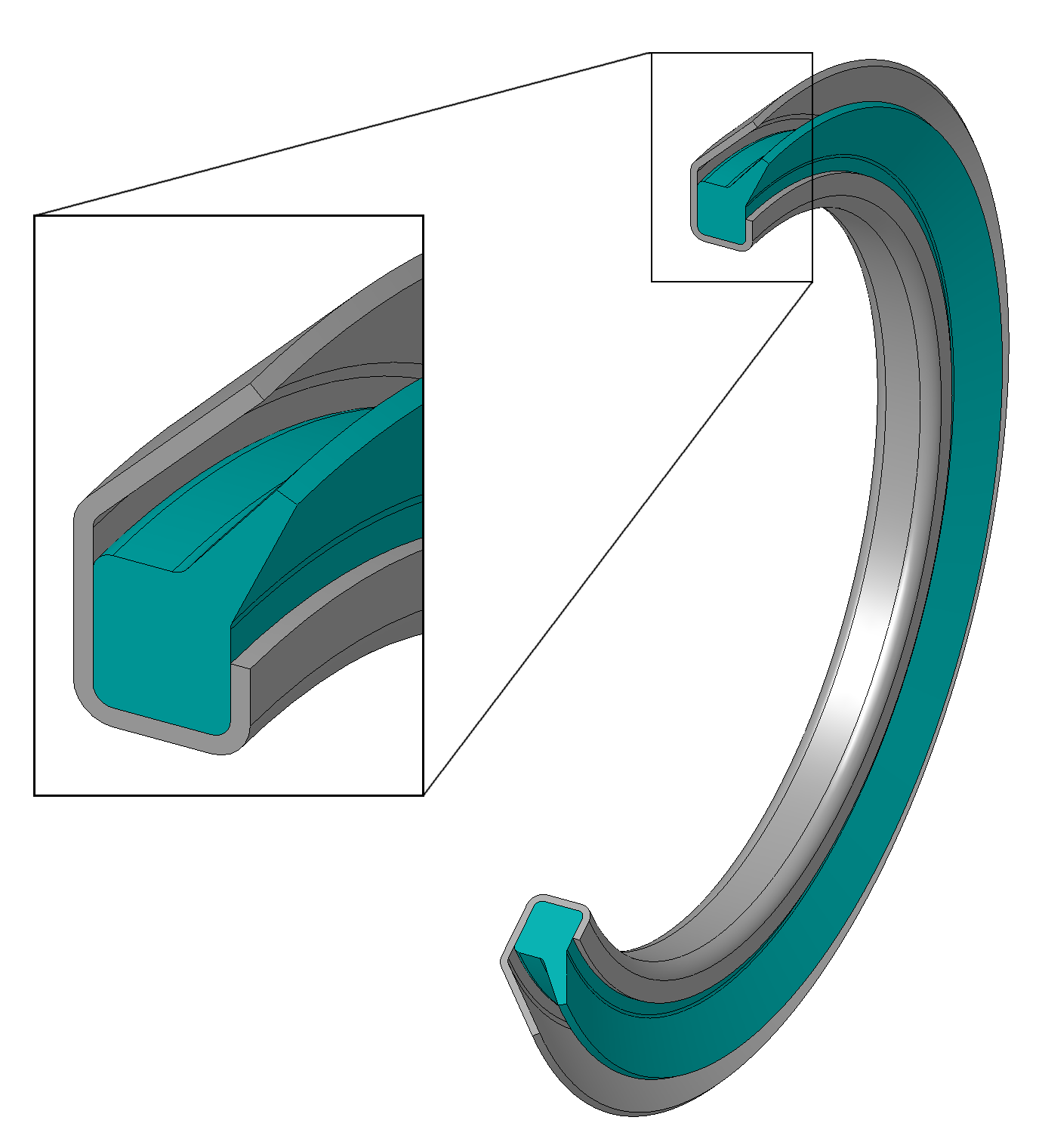
Конструкція манжети для рухомого контакту по плоскій поверхні корпуса

Чо́хла, манже́та (рос. манжета; англ. cup, sealing [packing] ring; нім. Manschette f, Schutzhülle f, Umschlag m) — основний елемент контактного защільнювача манжетного типу кільцевої форми з еластичного матеріалу, що запобігає витіканню рідини або газу з області вищого тиску в область нижчого тиску, а також захищає деталі від попадання на них бруду та пилу.

## Конструкція манжети
Манжети виготовляють зі шкіри, ґуми, поліуретану, пластика тощо, часто П-подібної форми перерізу, таким чином, що циліндричні поверхні цього кільця притискаються до поверхонь защільнювання нерухомої і рухомої деталей. Основною конструктивною ознакою манжети є наявність еластичної губи з елементом защільнювання.

## Манжети для защільнювання валів

### Умови експлуатації
Манжети та защільнювачі на їх основі добре себе зарекомендували за наступних умов експлуатації:
- тиск (перепад тисків) p = 0,05...0,15 МПа;
- контактні навантаження у зоні притискання защільника (див. рис.) до вала pк < 1 МПа;
- швидкість ковзання V < 15...20 м/с;
- температурний діапазон роботи t = -50 °C...+150 °C;
- герметичність (питомі витоки на одиницю довжини контакту за одиницю часу) Q < 1,0 мм3/(м·с);
- ресурс роботи 1000...5000 год.

Можливості роботи манжети обмежуються властивостями матеріалу: його температурним діапазоном роботи, старінням, зносостійкістю, окрихчуванням, хімічною стійкістю.

### Стандарти
Асортимент стандартизованих манжет для защільнювання валів визначається переважно ГОСТ 8752-79 та ГОСТ 6678-72.
Приклад маркування манжети із захистом від бруду (пилу) із зовнішнім діаметром D = 60 мм та внутрішнім діаметром d = 40 мм товщиною b = 10 мм за ГОСТ 8752-79.
1.2-40х60-1 ГОСТ 8752-79
У цьому маркуванні початкові цифри означають:
1 — тип манжети (1 — з пильником; 2 — без пильника);
2 — виконання манжети (1 — з робочою крайкою, отриманою механічним обробленням; 2 — із формованою робочою крайкою).
Зарубіжні стандарти на манжети
- ISO 6194;
- Німеччина — DIN 3760, 3761;
- Японія — JIS B2402;
- США — SAE J110b, J111b, J946c, J1002;
- Швеція — SMS 2290, 2291.

## Гідроприводи
Манжети та защільнювачі на їх основі добре себе зарекомендували за наступних умов експлуатації:
- тиск (перепад тисків) p < 50 МПа, а для деяких конструкцій до 100 МПа;
- швидкість ковзання V < 0,5 м/с;
- температурний діапазон роботи t = -60 °C...+200 °C.

У гідроприводах використовують манжети наступних типів:
- нормальні за ГОСТ 6969-54[5] та ГОСТ 14896-84[6]
- шевронні за ГОСТ 22704-77[7]

### Пневмоприводи
Манжети пневматичні призначені для защільнювання циліндрів і штоків пневматичних пристроїв, що працюють за наступних умов:
- тиск (перепад тисків) p < 0,005...1 МПа
- швидкість ковзання при зворотно-поступальному русі до 1 м/с
- температура експлуатації t = - 65 °C до +150 °C .

У пневмоприводах використовують манжети за ГОСТ 6678-72, а у гідравлічних пристроях для герметизації штоків і циліндрів діаметром від 4 до 950 мм, що працюють при швидкостях V < 0,5 м/с і тисках р = 0,1…50 МПа — за ГОСТ 14896-84.
У маркуванні манжет для пневматики вказується тип — розмір — група гуми (наприклад, 2-040-3)
- 2-... — манжета для защільнювання штока;
- -040- діаметр штока, мм;
- ...-3- група гуми манжети 3.

## Використання манжет
Манжети застосовують для защільнювання валів у механічних приводах, поршневих насосах, гідравлічних пресах, поршня і штока гідро- і пневмоциліндрів, а також, при цементуванні свердловин і т.п.

## Різновиди

### Манжета заливна
Манжета заливна,(рос. манжета заливочная; англ. cement basket; нім. Zementierstopfen m) – манжета, призначена для манжетного цементування свердловин.

### Манжета проти зносу
Манжета проти зносу, (рос. манжета против износа; англ. wear sleeve; нім. Antiverschleissmanschette f )– манжета, яка насаджується на з'єднини між бурильними трубами в місцях, де бурильна колона торкається стінки свердловини.